# Пандольфи, Луиджи
Луиджи Пандольфи (итал. Luigi Pandolfi; 6 сентября 1751, Карточето, Папская область — 2 февраля 1824, Рим, Папская область) — итальянский куриальный кардинал. Секретарь Священной Конгрегации Священной Консульты с 5 января 1819 по 10 марта 1823. Кардинал-священник с 10 марта 1823, с титулом церкви Санта-Сабина  с 16 мая 1823 по 2 февраля 1824.